# Ngawang Yeshe Tsültrim Gyatso
Ngawang Yeshe Tsultrim Gyatso (1816 - tussen Peking en Tibet, 1863) was een tulku en de derde Reting rinpoche in Tibet. Hij was regent van Tibet van 1845 tot 1862, tijdens de levens van de elfde en twaalfde dalai lama.

## Erkenning als lama van Reting
Op jonge leeftijd vroeg hij erkend te worden als de tulku van de incarnatie vorige Reting rinpoche, Lobsang Yeshe Tenpa Rabgye.
Hij werd vervolgens erkend, geïnstalleerd op de Gouden Troon van Reting en ontving de novice en later de volledige inwijding.

## Studie
Hij trad toe tot de Choedra (chos-krwa), een school voor religieuze studie en Tibetaans boeddhistisch debat van het monastieke college van Serje. Hier viel hij op in zijn beheersing van de vijf tekstgroepen van het woord Boeddha leerde (pramana, madhyamaka, prajnaparamita, abhidhamma en vinaya).

## Regent van Tibet
Op een leeftijd van 29, in 1845 werd hij regent van de kashag en daarmee van Tibet. Op dat moment was de elfde dalai lama ongeveer elf jaar oud. Dit was hij gedurende elf jaar tot de dalai lama de regering van hem overnam. Deze overleed plotseling in hetzelfde jaar onder verdachte omstandigheden.
De Reting Rinpoche kreeg opnieuw het bestuur als regent van Tibet. Hij gaf later de monnikengelofte aan de twaalfde dalai lama.
Hij was niet in staat de invasie van de Nepalese Gurkha's te breken en hij werd gedwongen een permanente vertegenwoordiger van Nepal toe te staan in Lhasa.
Hij royeerde Shedra Wangchug (bshad-skra dban-phyuk) die de rang had van koninklijk minister.
In 1862 vertrok hij naar Peking en nam heimelijk de regentzegel mee, vanwege het conflict in de uitgaven voor kloosterlijke rites van de Rigdra (riks-krwa) in Drepung; de Rigdra was een commissie die bestond uit abten die het Tibetaanse kloosterorganisatiewezen bestuurden. De Chinese keizer legde hem echter op neutraal te blijven in dit conflict. Op de terugweg naar Tibet, in 1863, overleed hij.